# 5668 Foucault
5668 Foucault este o planetă minoră (asteroid), cu un diametru de 5,052 km, din centura de asteroizi. A fost descoperită pe 22 martie 1984 la Observatorul Kleť de Antonín Mrkos și a fost numită după Léon Foucault. 
Obiectul prezintă o orbită caracterizată de o semiaxă mare de 2,2733823 UAi, o excentricitate de 0,11, o înclinație de 6,10254 ° în raport cu ecliptica.